# Wer Liebe lebt
Wer Liebe lebt (pol. Kto żyje dla miłości [będzie nieśmiertelny]) – singiel niemieckiej piosenkarki Tanji „Michelle” Shitawey napisany przez producentów Gino Trovatello i Matthiasa Stingla oraz Evę Richter, wydany w 2001 roku oraz umieszczony na siódmej drugiej płycie studyjnej artystki zatytułowanej Leben! z 2005 roku.
W 2001 roku utwór reprezentował Niemcy w 46. Konkursie Piosenki Eurowizji dzięki wygraniu na początku marca finału krajowych eliminacji eurowizyjnych po zdobyciu 36,6% poparcia telewidzów. 12 maja Michelle zaprezentowała numer jako dziewiętnasta w kolejności w finale widowiska organizowanego w Kopenhadze i zajęła z nim ostatecznie ósme miejsce z 66 punktami na koncie.
Oprócz niemieckojęzycznej wersji singla piosenkarka nagrała także utwór w języku angielskim – „To Live for Love”.

## Lista utworów
CD single
1. „Wer Liebe lebt” (Album Version) – 4:06
2. „Wer Liebe lebt” (Grand Prix Version) – 2:59

## Personel
Poniższy spis sporządzono na podstawie materiału źródłowego:
- Tanja „Michelle” Shitawey – wokal prowadzący
- Caren Faust, Gaby Goldberg, Gino Trovatello, Markus Gahlen – wokal wspierający
- Matthias Stingl – gitara basowa, kompozytor, producent, programowanie
- Gino Trovatello – gitara, kompozytor, producent
- Guido Jöris – perkusja
- Matthias Stingl – instrumenty klawiszowe
- Alexander Bazhenov, Andrea Musto, Ljubisa Jovannovic, Tobias Röthlin – instrumenty smyczkowe
- Frank Buohler – fortepian, aranżacja
- Gino Trovatello, Matthias Stingl – aranżacja
- Eva Richter – autor tekstu